# Ostatni koncert
Ostatni koncert – zapis występu zespołu Krzak podczas festiwalu „Rock Arena” w Poznaniu, 21 maja 1983 r. Album firmowany jest nazwiskiem Ryszarda Skibińskiego, dla którego był to ostatni koncert w życiu (dwa tygodnie później zmarł po przedawkowaniu heroiny). Płyta (jak i koncert) jest ostatnim fonograficznym zapisem działalności zespołu Krzak, który po owym koncercie rozwiązał się, aż do 2001 r.
W 2005 roku wytwórnia Metal Mind Productions, wydała reedycję tego albumu, z zupełnie nową numeracją części utworów, którym zmieniono tytuły. Reedycje opatrzono także 3 bonusowymi nagraniami.

## Lista utworów
Strona A
1. „Kapela Łąkowa i Krzak’i” – 5:42
2. „Come On - część I i II” – 6:47
3. „Taki sobie blues – część I” – 7:29

Strona B
1. „Taki sobie blues – część II” – 5:25
2. „Go-Go-owiec” – 3:39
3. „Taki sobie rock'n'roll” – 8:14

Reedycja albumu
1. „Blues łąkowy” – 3:44
2. „Maszynka łąkowa” – 6:07
3. „Come on” – 6:55
4. „Taki sobie blues” – 8:15
5. „Double R Song” – 4:38
6. „Kim jesteś – listonoszem” – 6:00
7. „Go-Go-owiec” – 17:20
8. „Ballada dla M” – 6:38
9. „Taki sobie rock'n'roll” – 8:30

## Twórcy
- Leszek Dranicki – gitara, śpiew
- Jerzy Kawalec – gitara basowa
- Andrzej Ryszka – perkusja
- Ryszard Skibiński – harmonijka ustna, śpiew
- Jerzy „Jorgos” Skolias – śpiew
- Leszek Winder – gitara

Gościnnie
- Krzesimir Dębski – skrzypce
- Jan Borysewicz – gitara
- Ryszard Riedel – śpiew, harmonijka ustna
- Marek Śnieć – gitara akustyczna
- Brygida Karbowiak – chórki
- Ewa Nowicka – chórki
- Zbigniew Hałas – gitara akustyczna, śpiew
- Jarosław Hałas – grzebień
- Marek Janicki – gitara akustyczna

Personel
- producent: Marcin Jacobson
- realizacja nagrań: Sławomir Pęszko, Ryszard Tyl
- foto: Mirosław Makowski
- projekt graficzny: Mirosław Makowski